# Wilhelm Kauffmann

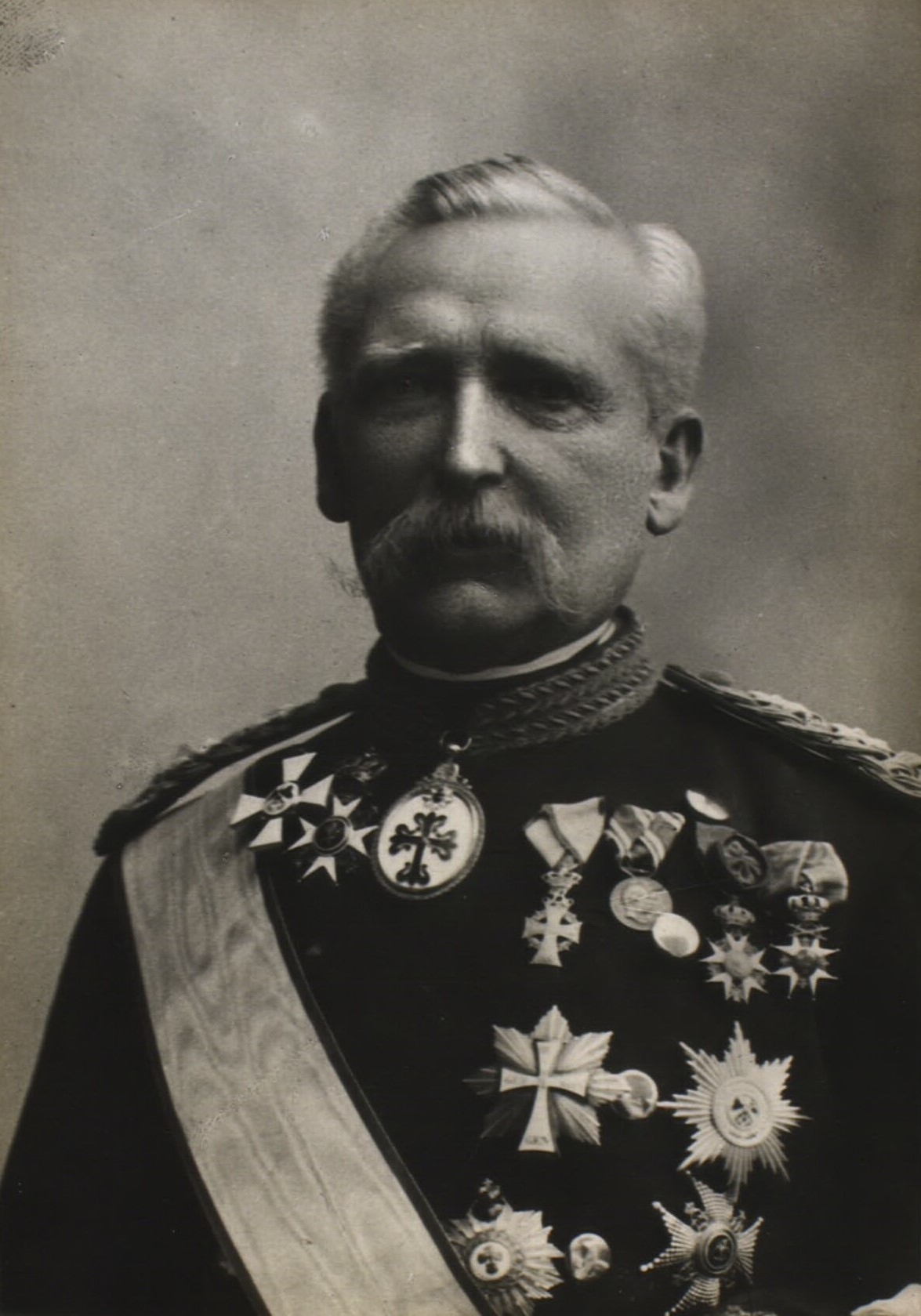
W.F.L. Kauffmann.

Wilhelm Frederik Ludvig Kauffmann, född 25 mars 1821, död 7 januari 1892, var en dansk militär. Han var bror till Heinrich Kauffmann.
Kauffman blev officer vid artilleriet 1838, överste och tygmästare 1867, generalmajor 1879, generallöjtnant och generalbefälhavare på Själland 1881 samt erhöll avsked 1891. Kauffmann deltog i 1848 års fälttåg samt var under dansk-tyska kriget andre artilleriofficer i Dybbølställningen. Åren 1868–1879 var han befälhavare vid Köpenhamns sjöbefästningar och 1879–1881 krigsminister. Ett av honom under ministertiden framlagt nytt härordningsförslag förkastades, och istället antogs ett annat förslag av högern och den moderata vänstern.